# Cyrix

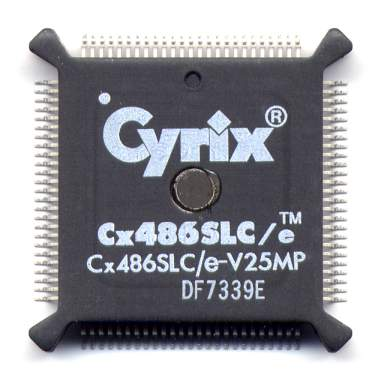
Een microprocessor van Cyrix.

Cyrix was een Amerikaans bedrijf dat in 1988 begon als gespecialiseerde leverancier van professionele rekenapparatuur voor 286- en 386-processors. Het bedrijf moest vele rechtszaken van onder andere Intel doorstaan en ging uiteindelijk failliet door de hevige concurrentie van Intel en AMD.
De oprichter van Cyrix, Jerry Rogers, stond bekend om zijn brute en agressieve methoden waarmee hij er uiteindelijk in slaagde om een klein maar efficiënt team te maken bestaand uit 30 man, allen ingenieurs.
Cyrix werd op 11 november 1997 overgenomen door National Semiconductor.